# 松本清
株式会社松本清（日語：株式会社マツモトキヨシ）是日本最大的連鎖藥妝店品牌，於日本國內營運1,700間藥妝門市，常被簡稱為「マツキヨ」。由松户市长松本清于1932年创立。总部位於千叶县松户市。
由株式會社松本清之母公司「松本清集團」（「MatsukiyoCocokara & Co」的子公司）主導下的海外事業，2015年於泰國、2017年於馬來西亞、2018年於台灣、2019年於新加坡、2020年於越南松本清藥妝門市相繼開幕營運、2022年5月於香港松本清藥妝門市亦開始營運。

## 历史
1932年12月，千葉縣東葛飾郡小金町（今松戶市小金）於「松本藥舖」開業。
1954年1月，有限会社松本清藥店設立。
1975年4月，成立株式会社松本清。
1990年8月，日本店頭市場（JASDAQ）首次公开募股。
1999年8月，東京證券交易所第一部上市。
2007年10月1日，以股份轉讓方式成立「松本清控股公司」，株式会社松本清成為全資子公司。
2018年10月4日，松本清台灣首店開幕。
2020年10月18日，松本清越南首店開幕。
2021年10月1日，松本清控股和可開嘉來兩家公司進行藥妝事業合併，松本清控股公司更名為「MatsukiyoCocokara & Co.」，公司合併後營業額達1兆日幣，日本國內營運門市將超過3,000家。同時成立中間控股公司「松本清集團」，負責子公司松本清和旗下海外分公司等業務管理。

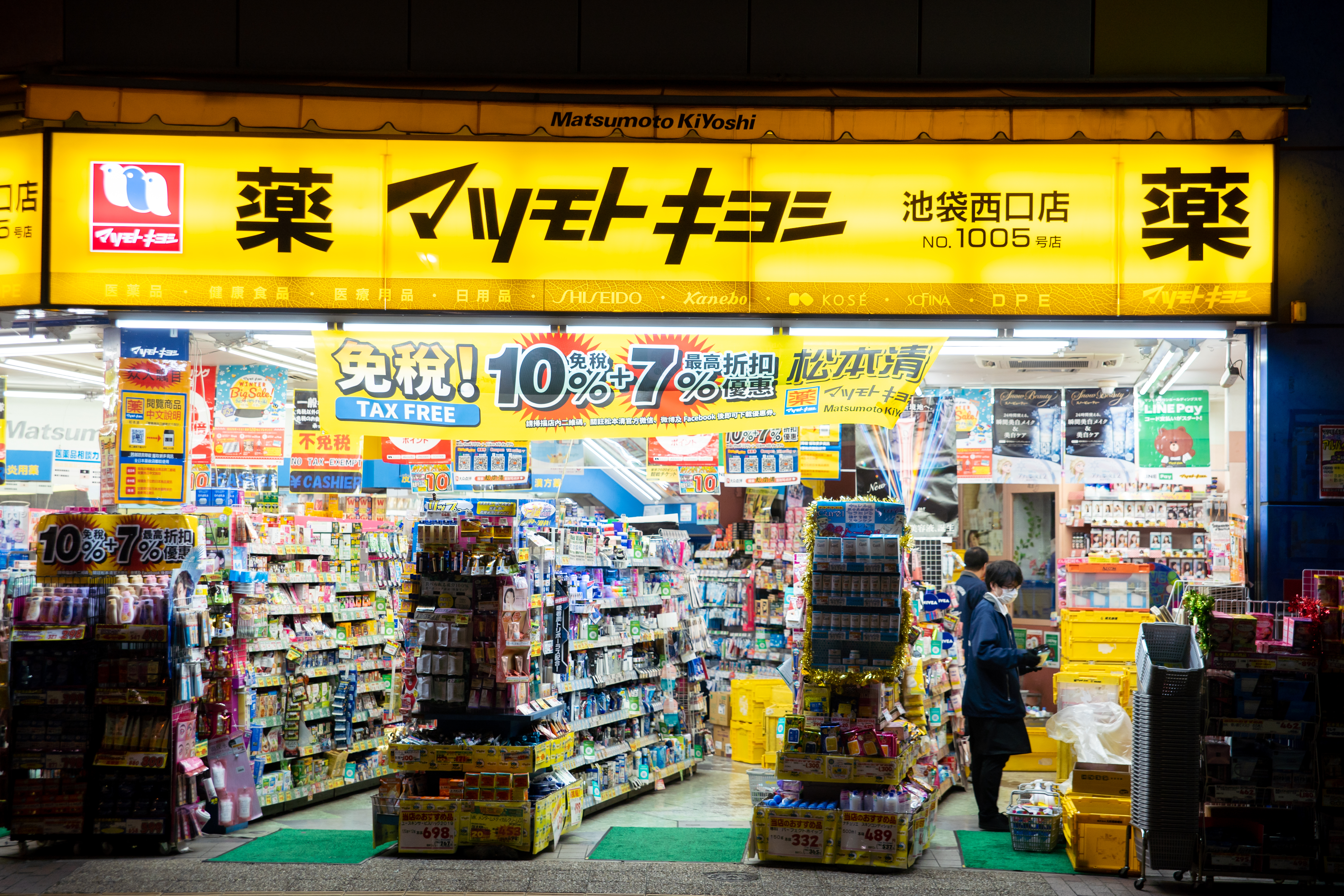
松本清在東京池袋西口店

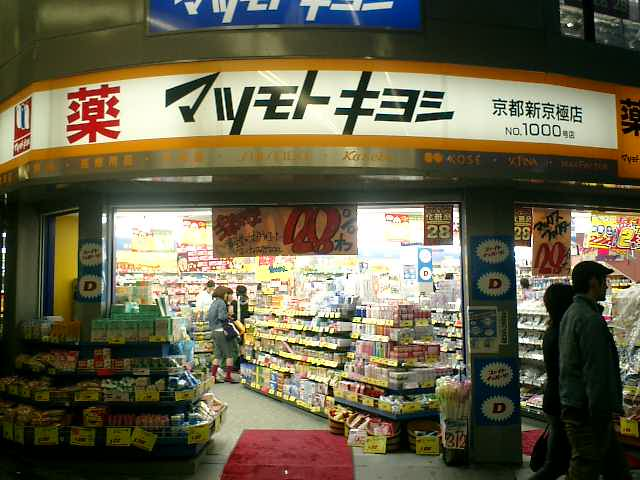
松本清药舖・日本1000号店・京都新京極店（2005年）

2022年5月11日，松本清香港首店開幕。

## 分店

### 日本海外

#### 臺灣
松本清在台灣目前已有 24 家店鋪。

#### 香港

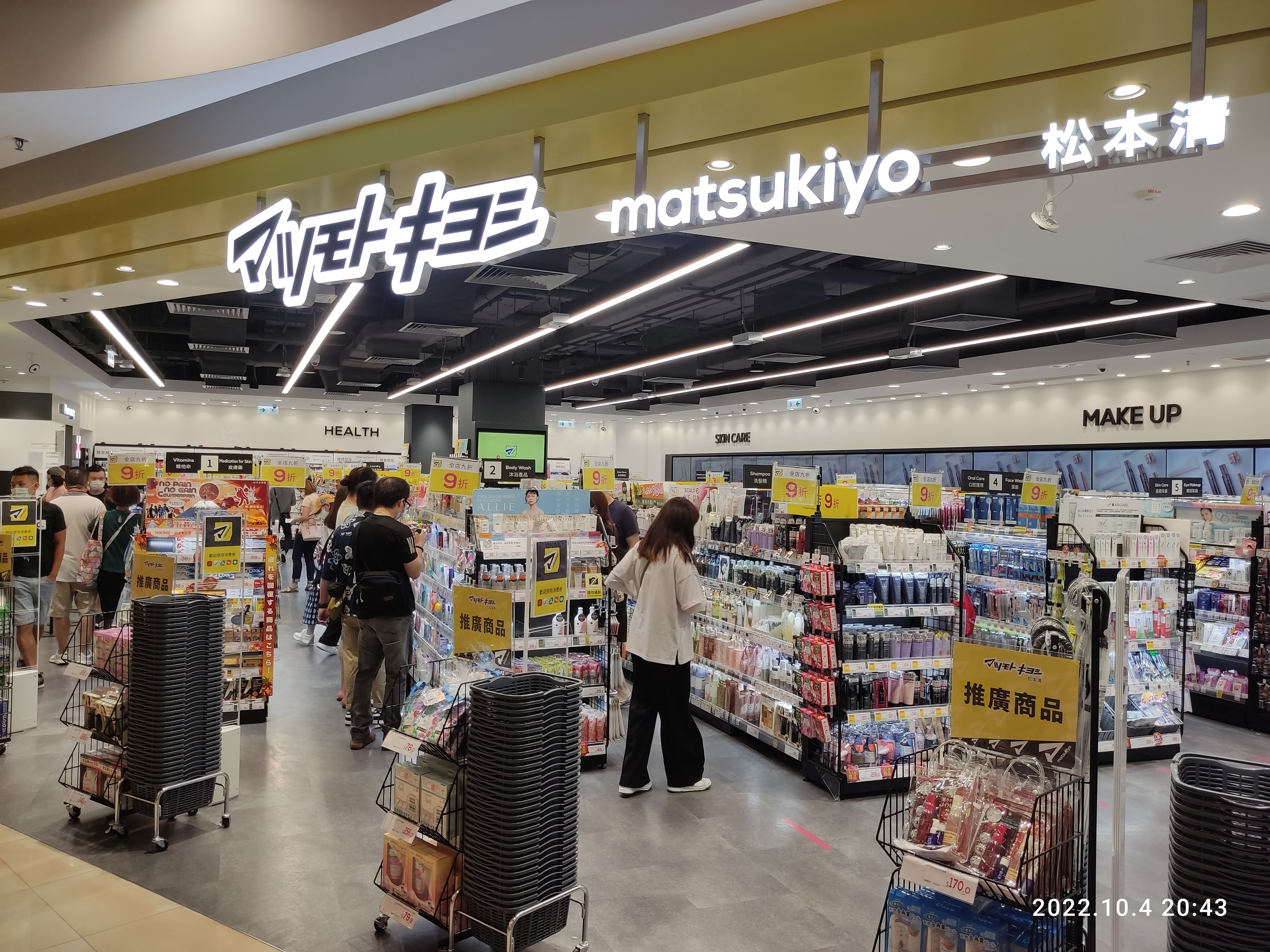
松本清在觀塘apm的分店

2022年1月，松本清表示會在觀塘apm、沙田新城市廣場及銅鑼灣恒隆中心開設分店。但受到2019冠狀病毒病香港第五波疫情影響，為免造成大量顧客聚集，一號店（觀塘apm）決定延期至5月11日開業，二號店（沙田新城市廣場）延期至5月18日開業。同年3月宣布於屯門市廣場開設分店（三號店），並於7月13日開業。四號店（銅鑼灣恆隆中心）於同年10月21日開業，是香港銷售面積最大的分店。同年10月宣布於尖沙咀金巴利道26號開設分店（五號店），並於2023年1月12日開業。2023年3月宣布於元朗形點II開設分店（六號店），並於6月29日開業。2023年2月宣布於旺角雅蘭中心開設分店（七號店），並於9月28日開業。2023年8月宣布於荃灣如心廣場商場一期開設分店（八號店），並於11月16日開業。旺角MOKO開設分店（九號店）於2024年1月25日開業。大埔大埔超級城開設分店（十號店）於2024年5月30日開業。上水上水廣場開設分店（十一號店）於2024年9月12日開業。葵涌新都會廣場開設分店（十二號店）於2024年12月20日開業。將軍澳東港城開設分店（十三號店）於2025年2月開業。
列表:
- 觀塘apm
- 沙田新城市廣場
- 屯門屯門市廣場1期
- 銅鑼灣恒隆中心
- 尖沙咀金巴利道
- 元朗形點Ⅱ期
- 旺角雅蘭中心
- 荃灣如心廣場一期
- 旺角東新世紀廣場
- 大埔大埔超級城B區
- 上水上水廣場
- 葵涌新都會廣場
- 將軍澳東港城